# Daniël van Son
Daniël van Son (Purmerend, 14 februari 1994) is een Nederlands voetballer die doorgaans speelt als rechtsback. In juli 2024 verruilde hij IJsselmeervogels voor Ajax zaterdag.

## Clubcarrière
Van Son begon met voetballen bij de voetbalclub VV KGB in Bovenkarspel. Daarna speelde hij in de jeugdopleiding van FC Purmerend en AFC Amsterdam en in 2008 kwam de buitenspeler in de jeugd van FC Utrecht terecht. Hij doorliep de opleiding in de Domstad en in 2012 sloot hij zich aan bij het belofteteam van Utrecht, een jaar nadat hij zijn eerste profcontract had getekend. In de zomer van 2014 werd hij overgenomen door FC Volendam, uitkomend in de Jupiler League. Hij debuteerde op 8 augustus. Op die dag won Volendam met 0–4 op bezoek bij FC Oss en Van Son mocht in de 69e minuut invallen voor Kevin van Kippersluis. Zijn eerste doelpunt voor FC Volendam maakte hij op 24 augustus in de uitwedstrijd tegen Fortuna Sittard. Hij maakte het zesde doelpunt in de 0–6 overwinning.
Na in twee seizoenen slechts achtmaal in de basis begonnen te zijn, brak hij in het seizoen 2016/17 door en speelde hij zevenentwintig wedstrijden waarin hij één doelpunt maakte. Desondanks werd eind maart 2017 bekend dat zijn aflopende contract niet zou worden verlengd. In mei 2017 tekende hij een contract voor het seizoen 2017/18 bij Koninklijke HFC, uitkomend in de Tweede divisie. In december 2018 verlengde Van Son zijn verbintenis met een jaar tot medio 2020. In de zomer van 2021 verkaste Van Son transfervrij naar IJsselmeervogels. In 2023 degradeerde hij met IJsselmeervogels uit de Tweede divisie. In maart 2024 kwam naar buiten dat Van Son de club aan het einde van het seizoen ging verlaten. Speler en club hadden 'in goed overleg besloten het aflopende contract niet te verlengen'.
Op 6 juni 2024 kondigde Ajax zaterdag de komst van Van Son aan.